# Monika Maetzel

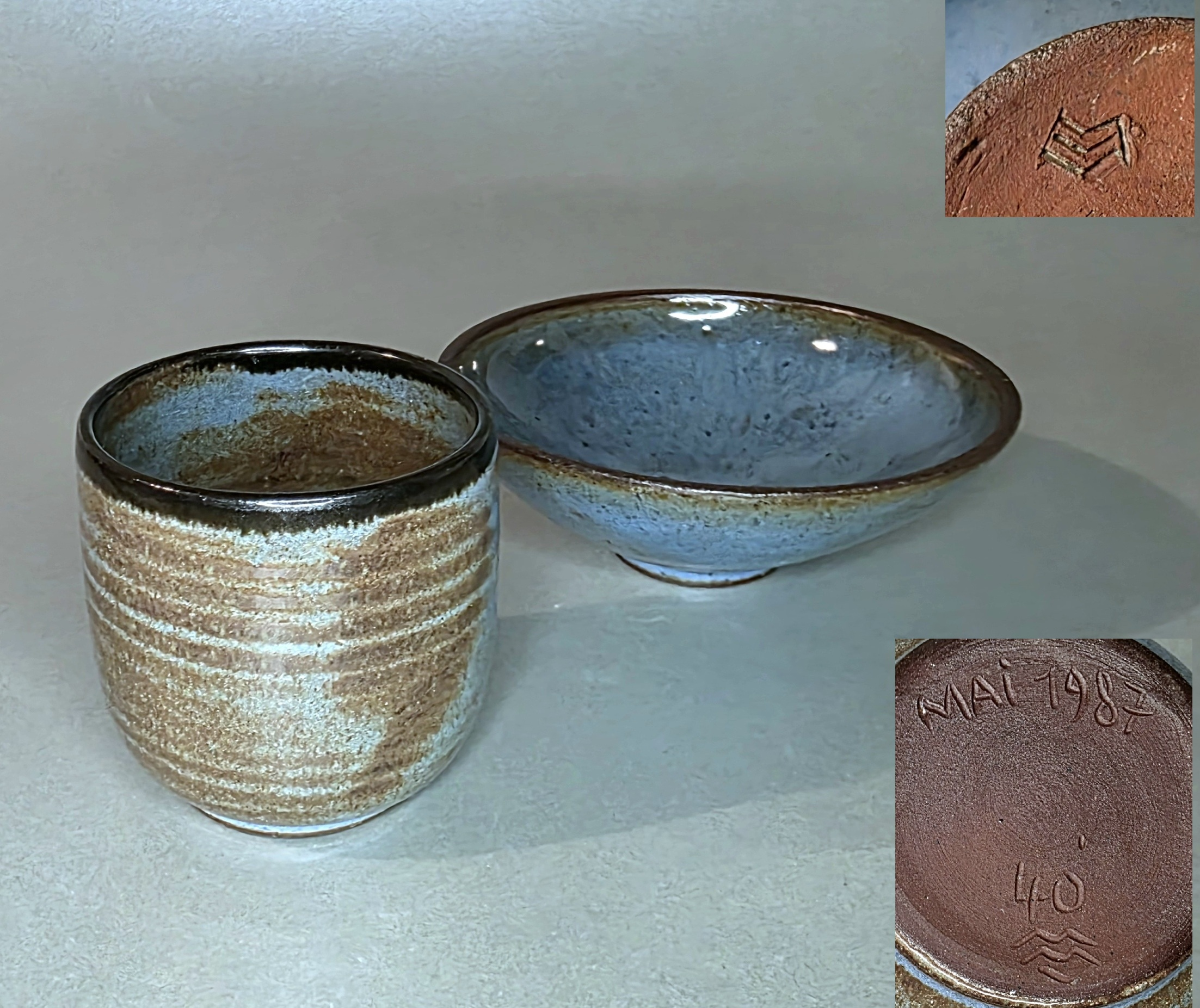
Eine Tasse von Monika Maetzel in der Form der japanischen Yunomi, mit der Signatur der Künstlerin und die Schale (sakazuki) mit Werkstatt-Marke. Beide Marken bestehen aus zwei ligierten Buchstaben MM und V (Monika Maetzel-Volksdorf). Bei der Werkstattmarke sind aber alle Buchstaben noch zusätzlich verbunden.

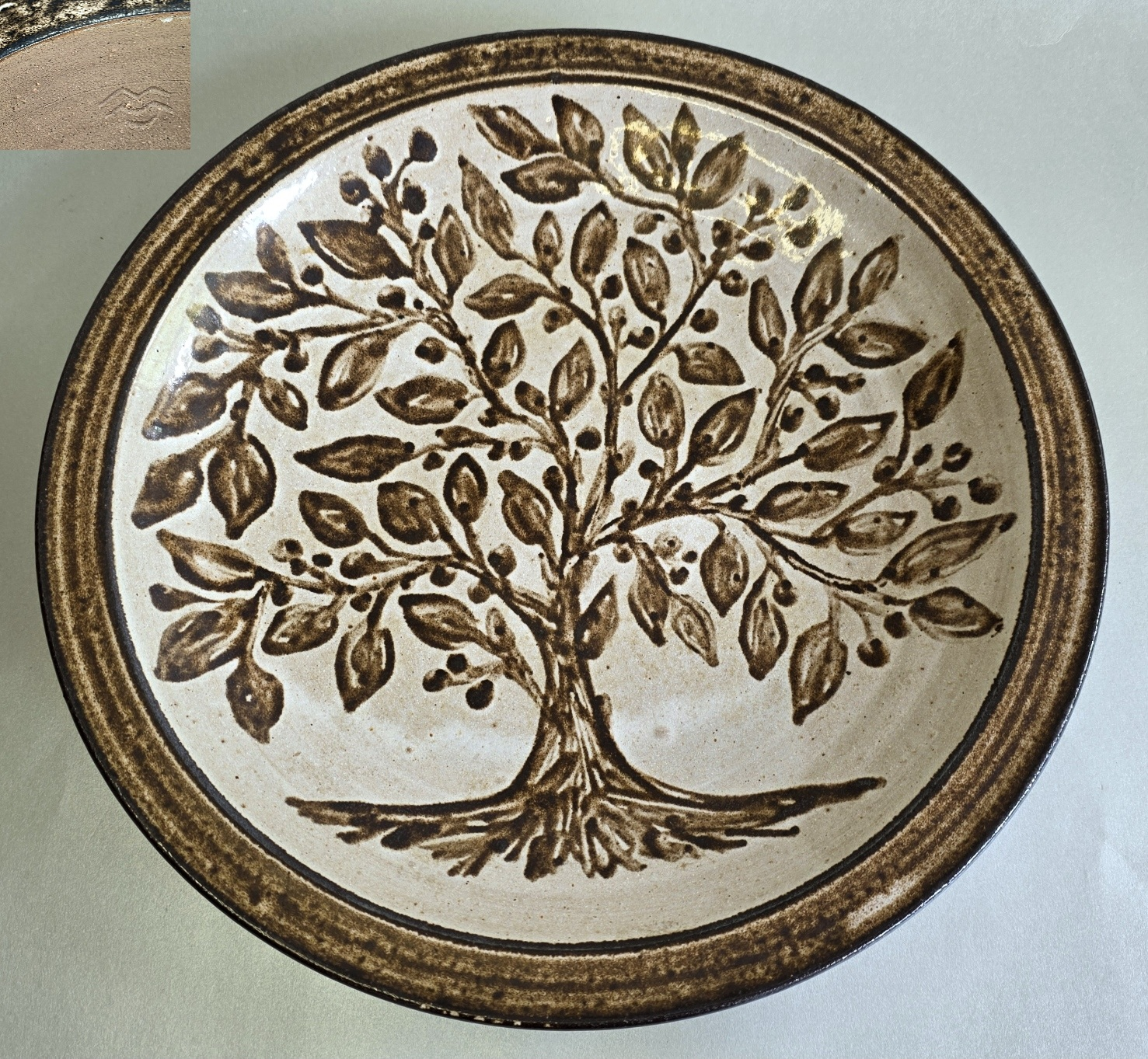
Wandteller von Monika Maetzel (30 cm)

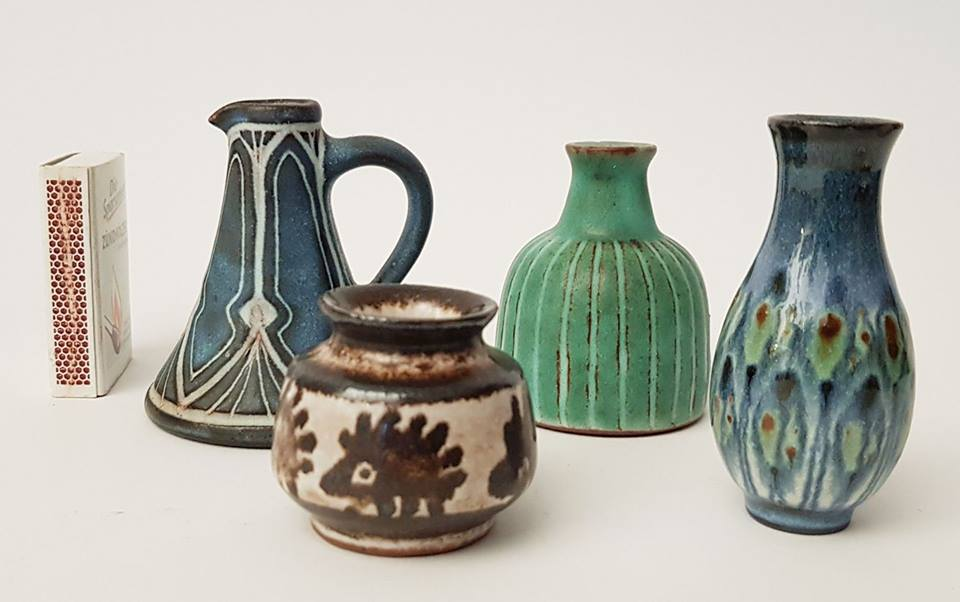
Miniaturvasen Monika Maetzel

Monika Maetzel, auch Monica Maetzel, (* 12. Februar 1917 in Hamburg; † 18. Oktober 2010 ebenda) war eine deutsche Keramikkünstlerin.

## Familie

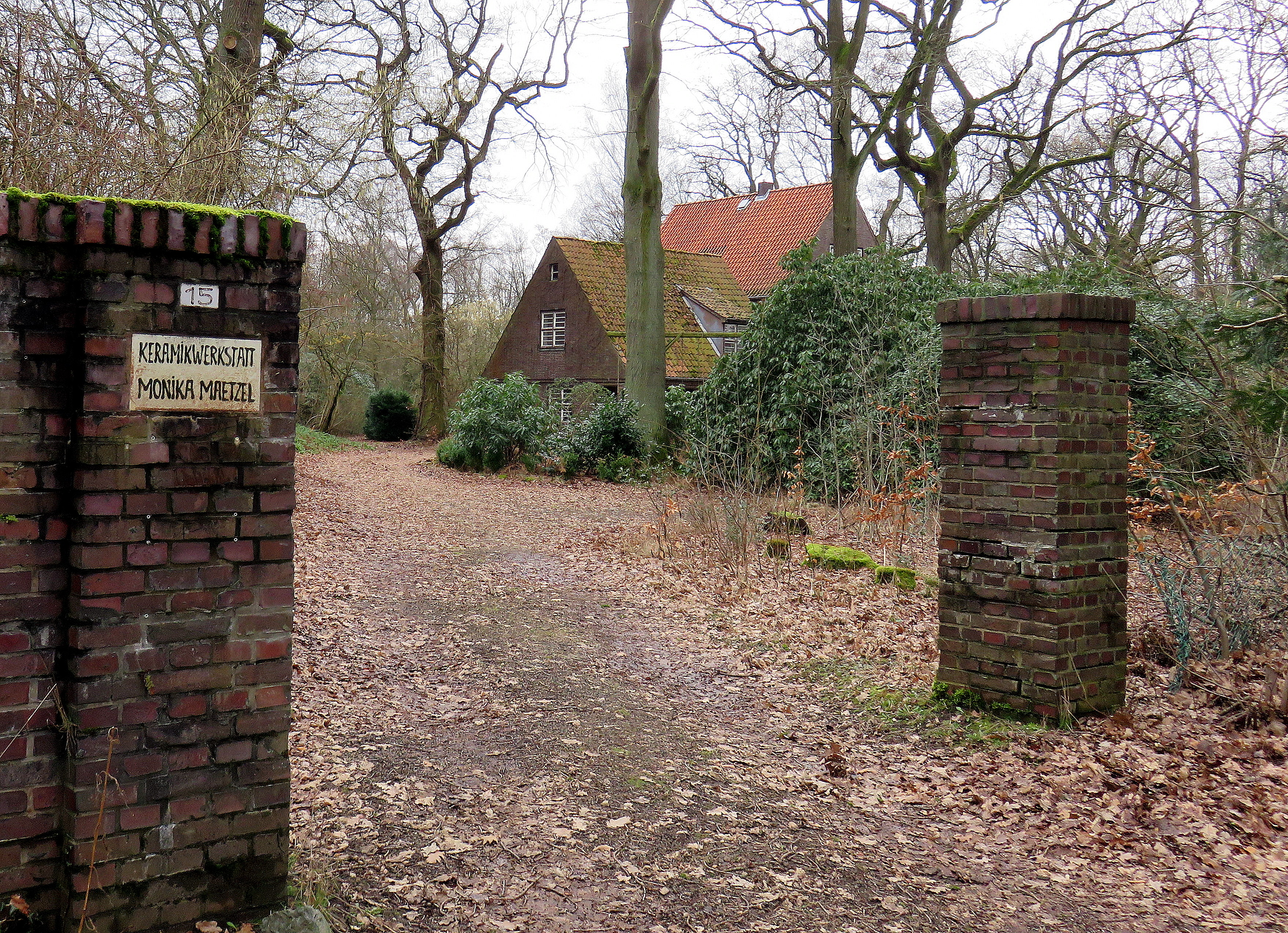
Maetzel-Grundstück in Hamburg-Volksdorf (2017)

Monika Maetzel wuchs in künstlerischem Umfeld in Hamburg-Volksdorf auf. Ihre Mutter war die Malerin Dorothea Maetzel-Johannsen (1886–1930), ihr Vater der Architekt, Maler, Grafiker und Bildhauer Emil Maetzel (1877–1955). Das Ehepaar bekam vier Kinder. Emil Maetzel gehörte der Künstlergruppe der Hamburger Sezessionisten an, fungierte dort zeitweise als Vorsitzender und arbeitete als Oberbaudirektor bei Hamburgs Stadtplaner Fritz Schumacher. Sein Haus galt nicht zuletzt wegen des großen Gartens mit Schwimmteich als Anziehungspunkt der Künstlergruppe.

## Wirken
1947 gründete Monika Maetzel in ihrem Elternhaus eine eigene Keramikwerkstatt. Sie schuf dort als Selbstständige über 50 Jahre lang anspruchsvolle Gebrauchskeramik. Ihre Werke wurden regelmäßig auf der Frankfurter Messe und im Hamburger Museum für Kunst und Gewerbe ausgestellt. Maetzel bildete 45 Lehrlinge aus und fungierte zeitweise als Obermeisterin. Der Maler Volker Meier absolvierte bei ihr eine Keramiklehre. Nachdem sie im Jahr 2003 in eine Seniorenresidenz umziehen musste, bemühte sich ein Freundeskreis ihre Wirkungsstätte zu erhalten.
Monika Maetzel starb 2010 in Hamburg und wurde auf dem Ohlsdorfer Friedhof auf der Grabstätte ihrer Eltern nahe Kapelle 1 beigesetzt.

## Ehrungen

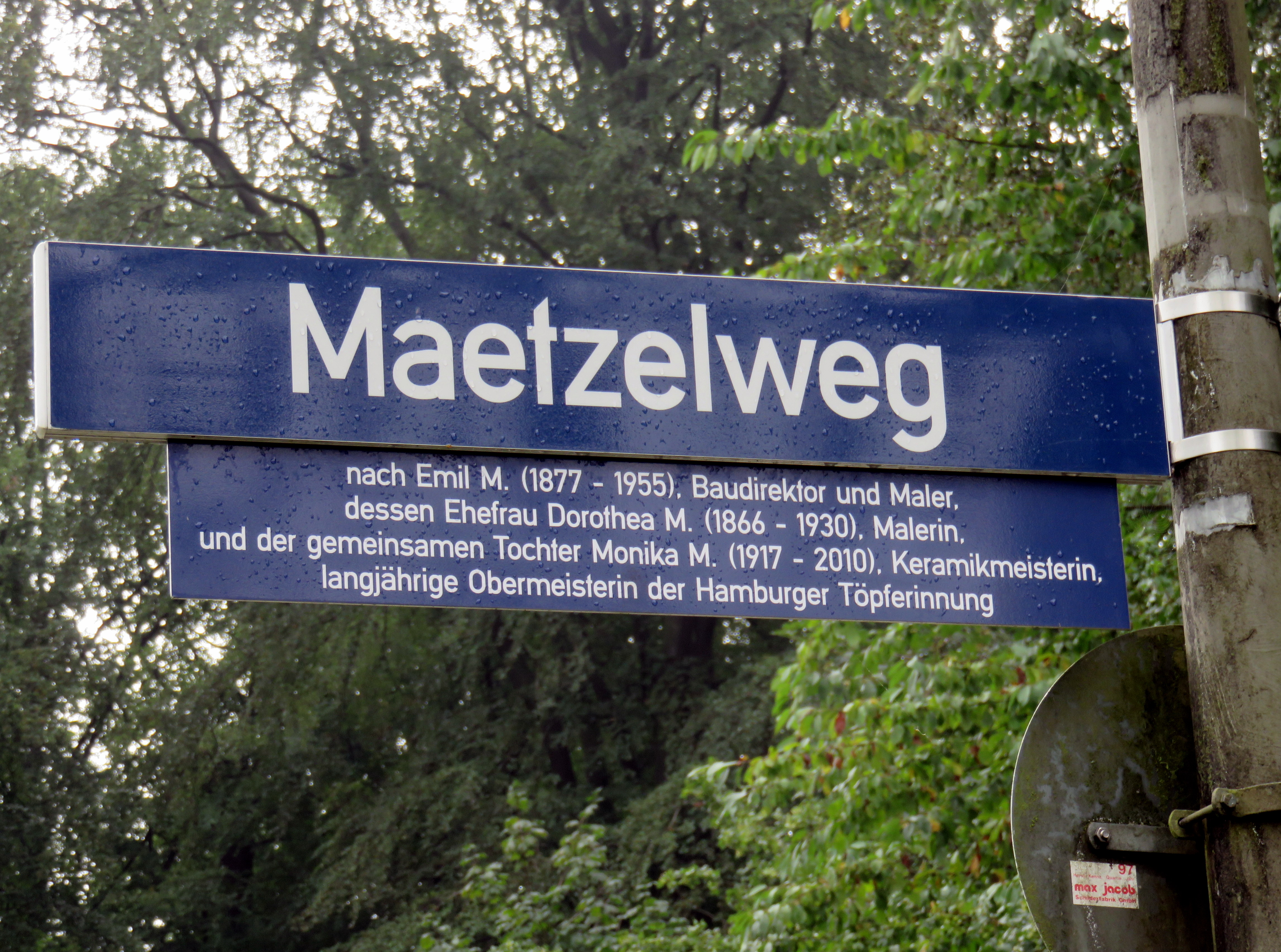
„Maetzelweg“ in Hamburg-Volksdorf

- 1982 wurde Monika Maetzel für ihre Keramik der mit 7.500 DM dotierte Justus-Brinckmann-Preis verliehen.[5]
- Im August 2017 hat der Hamburger Senat beschlossen, einige bereits vorhandene Straßenschilder mit einem Informationsschild zu versehen, um auf diese Weise zusätzlich die weiblichen Angehörigen zu ehren, dies betrifft auch den Maetzelweg in Hamburg-Volksdorf.